# Oláhtóhát
Oláhtóhát románul: Dosu Napului, falu Romániában, Erdélyben Kolozs megyében.

## Fekvése
Mezőcsán (Ceanu Mare) mellett fekvő település.

## Története
Oláhtóhát románul: Dosu Napului korábban Mezőcsán (Ceanu Mare) része volt. 1956 körül vált külön településsé 211 lakossal.
1966-ban 339, 1977-ben 351, 1992-ben 159 román lakosa volt. A 2002-es népszámláláskor 175 lakosából 169 román, 1 magyar és 5 cigány volt.